# Sin-shar-ishkun
Sin-shar-ishkun (fl. VII secolo a.C.) è stato re dell'Assiria dal 627 a.C. ca. al  612 a.C..
Era probabilmente il figlio di Assurbanipal e probabilmente fratello di Assur-uballit II.
Egli è l'ultimo sovrano presente in molte liste babilonesi.
Non si conosce molto del periodo della sua salita al trono; si ritiene che sia avvenuta verso il 627 a.C. e che non sia stata pacifica. Non ci sono prove certe, ma si pensa che scoppiarono lotte intestine con Sin-shumu-lishir e con suo fratello e successore Assur-etil-ilani.
La sua morte a Ninive, nel palazzo distrutto dai Persiani invasori,  decretò in pratica la fine del regno assiro.